# Хрватска народна странка - либерални демократи
Хрватска народна странка — либерални демократи је лијева либерална парламентарна странка у Хрватској. У Хрватском сабору тренутно има 14 саборских заступника.
Хрватска народна странка — либерални демократи (ХНС) основана је 1990. године према начелима либералне демократије и грађанског друштва. Након Савке Дабчевић-Кучар и Радимира Чачића, на челу ХНС-а осам година налазила се проф. др Весна Пусић, политичарка и универзитетски професор, за вријеме чијег је мандата ХНС доживио највећи раст и утицај.
Након ње на чело ХНС-а 2008. године поновно долази Радимир Чачић. Тренутно је ХНС трећа странка по бројности у Хрватском сабору у којем је представља 5 заступница и заступника, а Весна Пусић је уједно и предсједница Клуба заступника ХНС-а те Саборског одбора за праћење преговора с ЕУ. На локалном нивоу ХНС представља 624 вијећника, што је 50% повећање у односу на 2000. годину, те жупан у Међимурској жупанији. Раст ХНС-а испољавао се и на чланству, тако да се број чланова у раздобљу 2000—2008 повећао с 5 на 38 хиљада. ХНС је пуноправни члан АЛДЕ, а предсједница Клуба ХНС-а Весна Пусић врши дужност потпредсједнице АЛДЕ-а.